# コバ・ブラツィオーニス
コバ・ブラツィオーニス（Koba Brazionis、1998年9月9日 - ）は、ウルグアイのラグビーユニオン選手。

## プロフィール
- ウルグアイ出身[1]。
- ポジションはセンター(CTB)。
- 身長 176cm、体重 79kg

## 略歴
2024年、パリ2024五輪の7人制ウルグアイ代表に選ばれた。